# Burgruine Todenwarth
Die Burgruine Todenwarth ist die Ruine einer spätmittelalterlichen Höhenburg auf 270 m ü. NN im Landkreis Schmalkalden-Meiningen. Sie befindet sich in Sichtweite einer Furtstelle der dem Werratal folgenden mittelalterlichen Heer- und Handelsstraße (heute Bundesstraße 19 und meist als Meininger bzw. Nürnberger Straße ausgeschildert) auf dem nördlichen Steilufer der Werra gegenüber der Ortschaft Wernshausen und gehört zum Gemeindegebiet von Fambach.

## Geschichte
Die früheste Erwähnung einer Befestigungsanlage „Warthe“ auf der durch Steilhänge geschützten Anhöhe erfolgte 1185. Die ursprüngliche Mündung der Schmalkalde befand sich unter dem Burgfelsen der Todenwarth und markierte einen wichtigen Grenzpunkt der „Breitunger Mark“ mit der „Schmalkalder Cent“. In den Mauern fand 1318 eine Beratung der Thüringer Grafen und geistlichen Fürsten über die Durchsetzung des Landfriedens statt.
Trotz umfangreicher Gebietsverkäufe, zuletzt 1330, waren die bisherigen Schutzvögte des Breitunger Gebietes, die Herren von Frankenstein (auch als „Grafen von Frankenstein“ bezeichnet) ruiniert und verschwanden Mitte des 14. Jahrhunderts als politische Macht. 1330 erwarb Graf Berthold VII. (1272–1340) aus der Schleusinger Linie der Grafen von Henneberg große Teile der von den Brüdern Siegbodo und Ludwig von Frankenstein verkauften Gebiete.
Zur Grenzsicherung wurde im 14. Jahrhundert ein Landwehrzug errichtet, der die hennebergischen Gebiete schützend umgab. Graf Wilhelm III. von Henneberg ließ Mitte des 15. Jahrhunderts die Anlage zur Zollburg ausbauen. Die Straße führte durch die beiden Burgtore, innerhalb des Burggeländes wurden die Waren taxiert und verzollt. Die Burgbesatzung wurde von den Brüdern Wolff aus Schmalkalden befehligt, möglicherweise erprobte Söldner oder Hauptleute der Stadtwache aus Schmalkalden, die sich seither Wolff von Todenwarth nannten und bis 1919 Besitzer der Burg und des nachfolgenden Rittergutes blieben. 1432 wurde erstmals der Name „Tote Warte“ erwähnt. Der Name kommt von der Dode, einer steilen Erhebung über dem Werratal.

## Heutige Situation
Der Stammsitz Todenwarth wurde 1997 von Jochen Halbig, einem Nachfahren, als Ruine erworben und seitdem restauriert. Halbig erhielt für seine Arbeit 2008 den Thüringer Denkmalschutzpreis. Der schon im Dezember 2005 gegründete „Freundeskreis Todenwarth e. V.“ fördert die denkmalgerechte Sanierung sowie die Aufarbeitung der Familiengeschichte. Die „Todenwarth“ wird als Ort kultureller Veranstaltungen genutzt und wird jährlich zum Tag des offenen Denkmals für Besucher geöffnet.

## Bauliches
Die mittelalterliche Befestigungsanlage hat eine Größe von 6600 m² und ist nur noch in Resten erkennbar. Zur ursprünglichen Anlage gehören Teile der Ringmauer, ein Turmfundament sowie Keller. Die meisten Gebäude wurden im 16. Jahrhundert (Bauernkrieg?) und im Dreißigjährigen Krieg zerstört und später nur teilweise durch Neubauten ersetzt. In der Mauer erkennt man ein jetzt vermauertes Tor mit Pforte. Es markiert die ursprüngliche Zufahrt in die Burg. Die Straße führte einst quer über den Burghof und konnte durch die Torwache gesperrt werden.
Bis Mitte des 19. Jahrhunderts wurden Wegezölle und Chausseegelder als Abgaben erhoben, die einstige Zollburg wurde in dieser Zeit bereits als Gutswirtschaft von den Wölffen von Todenwarth bewirtschaftet.